# با تو (ترانه ماریا کری)
«با تو» (انگلیسی: With You) ترانه‌ای از خواننده-ترانه‌پرداز آمریکایی ماریا کری از پانزدهمین آلبوم استودیویی‌اش احتیاط (۲۰۱۸) است. این ترانه در ۴ اکتبر ۲۰۱۸ توسط اپیک رکوردز به عنوان تک‌آهنگ آغازین آلبوم منتشر شد. این ترانه را کری، چارلز هینشاو، ماسترد و گرگ لاوری نوشته و توسط کری و ماسترد تهیه شده‌است. انتشار این ترانه به همراه جلد هنری خود در ۲ اکتبر اعلام شد. کری این ترانه را برای نخستین بار در جوایز موسیقی آمریکا ۲۰۱۸ اجرا کرد.